# Přást

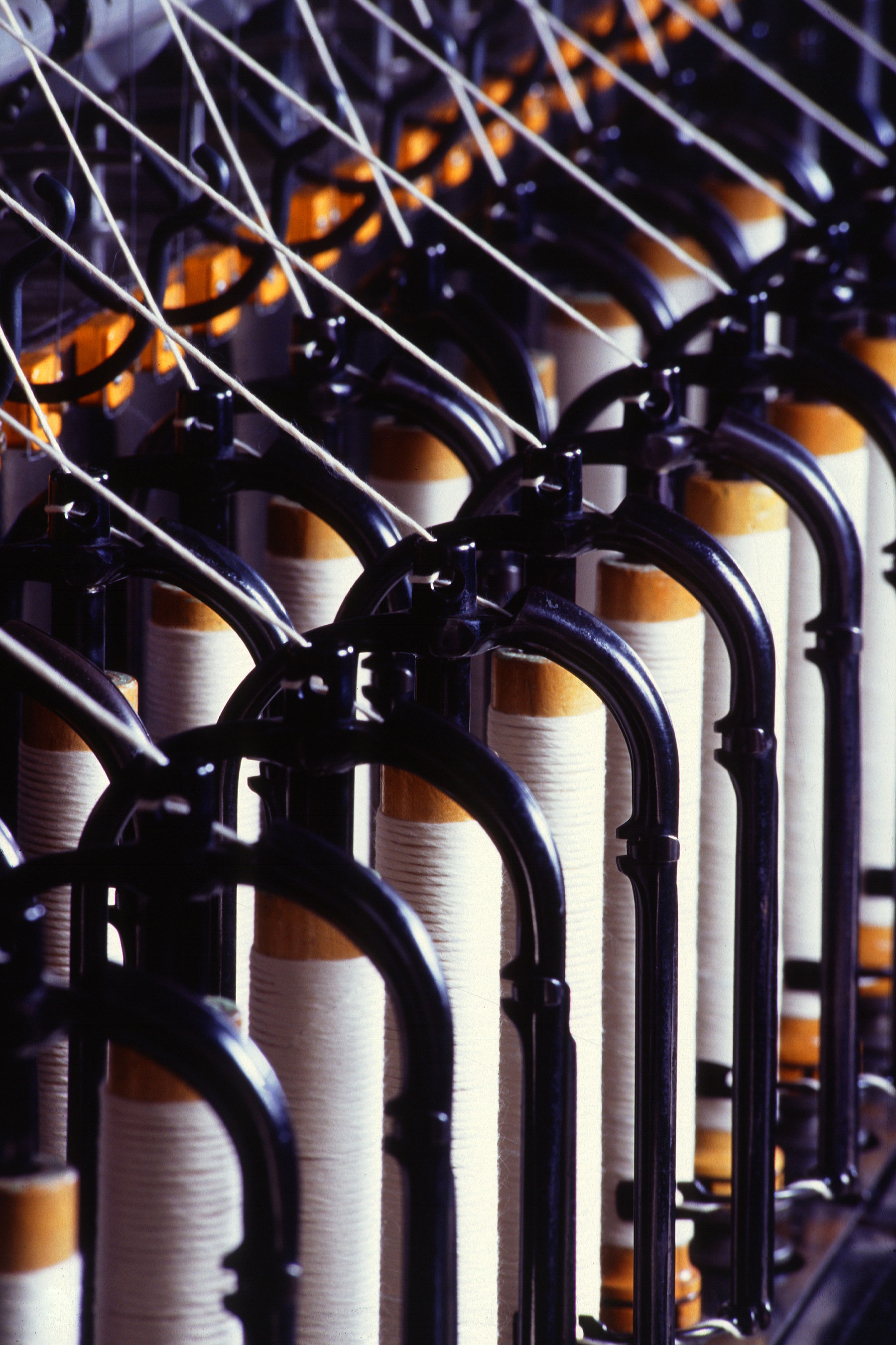
Cívky s přástem na křídlovém stroji

Přást je zaoblená stužka z urovnaných vláken, která se předkládá k dopřádání na prstencových strojích nebo selfaktorech.

## Soudržnost vláken v přástu
Soudržnosti vláken v přástu se dosahuje:
- pravým zákrutem s pomocí otáček vřetene s křídlem, jehož dutinou přást prochází
- nepravým zákrutem s pomocí vratného pohybu zaoblovacích pásů

## Dopřádání na strojích s průtahovým ústrojím

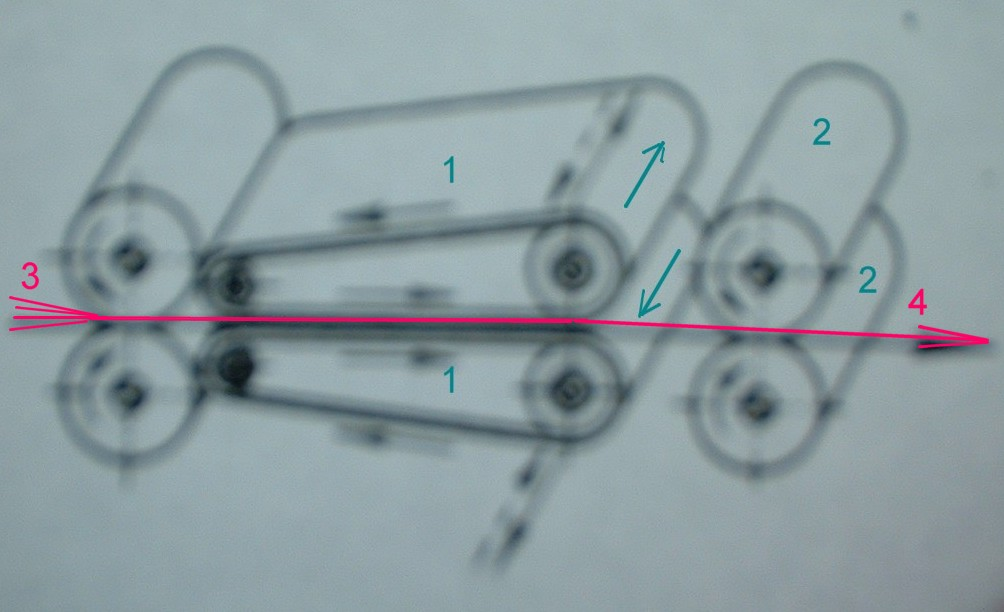
Schéma zaoblovacího ústrojí

Většina přástu se zpracovává na prstencových dopřádacích strojích s válečkovým průtahovým ústrojím, které mohou maximálně padesátinásobně zjemnit vrstvu vláken. Protože vyráběné příze jsou zpravidla více než stokrát jemnější než pramen od protahovacích strojů, musí se do výrobního procesu zařadit zjemnění pramene na přást. Děje se to
- u většiny textilních materiálů na křídlovém stoji, který může až třicetinásobně zjemnit pramen vláken a zpevní výsledný přást zákruty (maximálně cca 50 na metr) tak, aby se nechal snadno odvíjet s cívek, které se na křídlovce vytvoří.
- u pramene z česané ovčí vlny a jiných silně zkadeřených vláken na finiséru (viz nákres vpravo), který zjemňuje pramen (3), zaobluje přást (4) třením mezi dvěma koženými pásy (1) s příčným protichůdným pohybem a je odtahován odváděcími válečky (2). Přást dostává tzv. nepravý zákrut, jeho soudržnost je nižší než u přástu od křídlovky.

## Dopřádání bez zjemňování přástu
Hrubé vlněné a vigoňové příze se vyrábí bez česání vlákenného materiálu. Pavučinka z mykacího stroje se rozděluje na několik desítek proužků, které se zaoblují na přást podobným způsobem jako na finiséru. Asi 10-20 přástů se navíjí na společný vál, který se předkládá prstencovým dopřádacím strojům nebo (dříve také) selfaktorům. Dopřádání spočívá v nepatrném zjemnění přástu (maximálně 1,5 x), zakrucování a navíjení příze na potáč.

U rotorového předení zhotovování přástu odpadá. Rotorové dopřádací stroje mohou zjemňovat předkládanou vrstvu vláken až čtyřistanásobně, příze se zde proto vyrábí přímo z pramene od protahovacích strojů.